# Приморлаг (1939—1940)
Приморла́г (Примо́рский железнодоро́жный исправи́тельно-трудово́й ла́герь) — подразделение, действовавшее в системе исправительно-трудовых учреждений СССР.

## История
Приморлаг был создан в 1939 году. Управление Приморлага располагалось на станции Раздольная Приморской железной дороги (ныне село Раздольное, Приморский край). В оперативном командовании он подчинялся Управлению железнодорожного строительства на Дальнем Востоке (УЖДС ДВ).
Максимальное единовременное количество заключённых могло составлять более 62 000 человек.
Приморлаг прекратил своё существование в 1940 году, и его производственная база была передана Амурскому железнодорожному исправительно-трудовому лагерю.

## Производство
Основным видом производственной деятельности заключённых было железнодорожное строительство.